# Serovo
Serovo (russisk: Серо́во; finsk: Vammelsuu) er en lille by på det Karelske næs i det nordvestlige Rusland.
Byen ligger i Kurortnyj-distriktet på nordkysten af den Finske Bugt, hvor Roshchinka floden har sit udløb. Den har 314 (2023) indbyggere og ligger inden for den administrative grænse for Sankt Petersborgs føderale byområde.